# Digestion intracellulaire
Note. Cliquez sur le lien correspondant pour transférer rapidement le mot : nom commun, adjectif, verbe ou autre.
Depuis l’activation de la fonction Special:Import, il est vivement recommandé  de contacter un administrateur du Wiktionnaire pour procéder à l’importation de la page ainsi que de tout l’historique vers ce dernier.
La digestion intracellulaire est un type de digestion commun dans le monde du vivant dans lequel une cellule absorbe un élément et le dégrade à travers l'action de ses enzymes.